# Saint-Agnant-près-Crocq
 Saint-Agnant-près-Crocq  es una comuna   (municipio) de Francia, en la región de Lemosín, departamento de Creuse, en el distrito de Aubusson y cantón de Crocq.
Su población en el censo de 1999 era de 199 habitantes.
Está integrada en la Communauté de communes du Haut Pays Marchois.

## Demografía
| 343 | 373 | 294 | 247 | 209 | 199 |
| Para los censos de 1962 a 1999 la población legal corresponde a la población sin duplicidades (Fuente: INSEE [Consultar]) |     |     |     |     |     |